# Hirokazu Sasaki
Hirokazu Sasaki (佐々木 博和 Sasaki Hirokazu?), född 16 februari 1962 i Osaka prefektur, är en japansk tidigare fotbollsspelare.
Sasaki började sin karriär 1980 i Matsushita Electric. Med Matsushita Electric vann han japanska cupen 1990. 1992 flyttade han till Verdy Kawasaki. Med Verdy Kawasaki vann han japanska ligan 1993, japanska ligacupen 1992, 1993. Efter Verdy Kawasaki spelade han för Cerezo Osaka. Han avslutade karriären 1995.